# Selenia rubropustulata
Selenia rubropustulata är en fjärilsart som beskrevs av Smith 1954. Selenia rubropustulata ingår i släktet Selenia och familjen mätare. Inga underarter finns listade i Catalogue of Life.